# Johann Klaar
Johann Klaar (ur. 6 sierpnia 1908, zm. ?) – zbrodniarz hitlerowski, jeden z funkcjonariuszy SS pełniących służbę w niemieckich obozach koncentracyjnych i SS-Schütze.

## Życiorys
Pełnił służbę w obozach Auschwitz-Birkenau i Gross-Rosen, a także w żydowskich gettach w Alexoten i Kownie. W związku z dokonywaniem morderstw i torturowaniem więźniów obozów koncentracyjnych skazany został 22 grudnia 1948 przez polski sąd na karę śmierci przez powieszenie. Wyrok zamieniono w akcie łaski na dożywocie. Z więzienia Klaar zwolniony został w 1959.